# 沈黙の奪還
『沈黙の奪還』（ちんもくのだっかん、英: SHADOW MAN）は、2006年製作のアメリカ映画。

## あらすじ
元CIA捜査官のジャックは引退して企業家として成功をしていた。ある日、娘のアマンダと義父のジョージと共に亡き妻の故郷ルーマニアで休暇を過ごすことに。ジャックは仕事の都合により一日遅れでブカレストに到着するが、その瞬間にジョージを爆殺され、アマンダも誘拐されてしまう。その裏にはアメリカとロシアを巻き込む恐るべき陰謀が秘められていた。ジャックは娘を助け出すために動き出す。

## 登場人物
ジャック
演 - スティーヴン・セガール
元CIAエージェント。現在は実業家として成功を収めている。
アーニャ
演 - エヴァ・ホープ
アマンダを誘拐した一人。元KGB諜報員。FSBに夫と子供を殺された過去がある。本質は善良で誘拐をしたもののアマンダに同情的。
アマンダ
演 - スカイ・ベネット
ジャックの娘。
コクラン
演 - イメルダ・スタウントン
大使。
ハリー
演 - ヴィンセント・リオッタ
ジャックのCIA時代の同僚。
ジョージ
演 - マイケル・エルウィン
ジャックの養父。アマンダの母方の祖父。アメリカ政府の特別捜査官。
ウォーターズ
演 - ギャリック・ハゴン
CIAエージェント。

## キャスト
| 役名         | 俳優                             | 日本語吹き替え |
| ------------ | -------------------------------- | -------------- |
| ジャック     | スティーヴン・セガール           | 大塚明夫       |
| アーニャ     | エヴァ・ホープ                   | 山像かおり     |
| アマンダ     | スカイ・ベネット                 | 恒松あゆみ     |
| コクラン大使 | イメルダ・スタウントン           | 定岡小百合     |
| ハリー       | ヴィンセント・リオッタ           | 辻親八         |
| ジョージ     | マイケル・エルウィン             | 仲野裕         |
| ヴェンセン   | レヴァン・ウーチャネイシュヴィリ | 立木文彦       |
| ヴェロス     | イライアス・フェルキン           | 宗矢樹頼       |
| ウォーターズ | ギャリック・ハゴン               | 浦山迅         |

- その他の声の出演：奈良徹、白山修、ふくまつ進紗、福原耕平、林智恵
- 日本語版制作スタッフ
  - 演出：乃坂守蔵
  - 翻訳：徳植雅子
  - 調整：兼子芳博
  - 制作：ACクリエイト